# Marcel grof Stomm
Marcel grof Stomm, madžarski feldmaršal, * 1890, † 1968.